# Arij Prins
Arij Prins (Schiedam, 19 maart 1860 - aldaar, 3 mei 1922) was een Nederlands schrijver, die ook directeur was van een kaarsenfabriek.

## Biografie
Afkomstig uit een koopmansfamilie, had hij een vader die in zijn jonge jaren als dilettant schilderde, en een grootvader van moederszijde, die antiek en oude handschriften verzamelde. Als hij 10 jaar is, verhuist het gezin naar Voorburg. Tot zijn 17e jaar volgt hij de lessen op de school van Bruinings Ingenhoes. Tot zijn 25e jaar werkt hij op het kantoor van zijn vader. In 1885 vertrekt hij naar Hamburg voor zaken en werkt hij als handelaar voor de firma Ebeling & Prins. In 1886 wordt hij medewerker aan De Nieuwe Gids, en later ook aan het tweemaandelijkse tijdschrift De Twintigste Eeuw. In 1894 trouwt hij met mej. P.M.Goudkade. Na 1899 woont hij in Alt-Rahlstadt (Holstein) nabij Hamburg. In 1905 keert hij terug naar Schiedam, na zijn aanstelling als directeur van een fabriek van stearine-kaarsen.

## Uit het leven
Prins debuteerde onder het pseudoniem A. Cooplandt in 1882 in het tijdschrift Eigen Haard met een naturalistische schets Eene verlovingspartij en bleef aanvankelijk in deze trant schrijven. Sommige van zijn eerstelingen zijn gebundeld in zijn eerste boekpublicatie Uit het leven, uitgegeven bij Mouton te 's-Gravenhage in 1885 (2e druk 1925 bij Van Kampen te Amsterdam).
Door contacten met Albert Verwey, Frans Netscher, Lodewijk van Deyssel en anderen geraakte hij in de kring der Tachtigers en hun tijdschrift De Nieuwe Gids. Onder invloed van Franse auteurs, met name Joris-Karl Huysmans, met wie Prins was bevriend, maar ook door schrijvers als Edgar Allan Poe, ontwikkelde zijn proza zich vervolgens in de richting van een neoromantische, historische verbeeldingswereld, zoals in de 1887-89 in De Nieuwe Gids onder eigen naam gepubliceerde schetsen Fantasie, Een Nacht, Hamburg – The commercial hotel, Vreemde Verschijning en Een Executie.

## Een Koning
Gaandeweg evolueerde Prins' stijl zich tot een vorm van hyper-impressionisme, die reeds in Een executie tastbaar was. De heiligenlegende Sint Margareta (1890, in De Nieuwe Gids, 1891) luidde een volgende fase in: de toepassing van een eigen, experimentele syntaxis. Ook Een Koning (1891), Harold (1892), Dragamosus (1892), alle in De Nieuwe Gids gepubliceerd en In Rusland (ongedateerd) zijn gegoten in deze visionaire, gekunstelde stijl, die door critici zowel is weggehoond als hemelhoog geprezen en zijn terug te vinden in Prins' tweede bundel Een Koning, op aanbeveling van Van Deyssel in 1897 verschenen bij Scheltema en Holkema (2e druk bij Van Kampen te Amsterdam in 1924, in facsimile herdrukt in 1980).

## De Heilige Tocht
Hierna volgde wat als Prins' hoofdwerk wordt beschouwd, en wat in dezelfde, nog verhevigde stijl is gevat als het voorgaande proza, de roman "De Heilige Tocht" over de queeste van een kruisvaarder. Prins schreef aan dit werk, dat in gedeelten werd gepubliceerd in De Nieuwe Gids, twaalf jaar. In 1912 verscheen het in een bibliofiele uitgave, bezorgd door Prins' bewonderaar P.C. Boutens en gedrukt te Brugge in een oplage van 72 exemplaren. Een handelseditie volgde een jaar later bij Van Kampen (2e druk, 1923, 3e druk 1927 eveneens bij Van Kampen). Een facsimile-uitgave - "5e druk" - verscheen in 1976 nadat Prins "herontdekt" was.

### Fragment
Hier een fragment uit De Heilige Tocht ter illustratie van Prins' impressionistische, associatieve, sensitieve "woordkunst" vol neologismen:
"Een regendag de ridder met zijn ruiters verliet het hooge slot. De lucht, een somber vlak van wolkend grauw met bleeke lichting, die laag was in een streep, schoof langzaam over de aarde heen – bleek glommen gronden onder water-in-strakke-sluijers-neêr; om het opgaand groen, dat trilde door het vallen, trok neveling van vocht, en de horizont nabij was doffe waas voor het verre.
De torens van het slot, dat vochtig-rood als moer van wijn, in dichtheid van de stralen scholen, die sprankelden op de leijen neêr met klettering van regen-hagel. Uit over-volle goten golven stortten door de lucht, als werd een hooge bak gekeerd; onstuimig klokte water door looden pijpen heen, en schuime-stralen spuwden muilen, aan hoeken oopgesperd. Het binnenplein was een moeras, en daarin stille-stonden in armzaligheid de natte menschen van zijn grond. En toen de ridder uit het slot hen reed voorbij in volle rusting, zij vielen allen neêr, en baden zachtkens voor hun heer.
Ontroering kwam in hem, door ijzer niet te zien; zijn zwaar omslagen hand bewoog een laatsten groet of zegen, en met zijn ruiters reed hij voort. Dof roffel-stampten hoeven op het krakend brugge-hout, dat naar het hooge water boog; er waren hoeve-knarsingen op glibberig-zwarte planken, die natte vonken spatten deden; in natten roest schrijn-kreten schakelen-aan-een, gewrongen door den zwaren last – en dondering klonk door het rondend poortgewelf.
De brug met hout-gekreun en keten-rammelen weêr omhoog. In vet bruin-oker slijk de ruiters reden nu, de hoeven neêr in plassen, en klonten spatten op tot tegen ruggen aan. Van helmen met een kouden schijn, het water op de ringe-schouders in tikkend vloeijen neêr; vocht kleurde rokken donker, waarop het kruis gehecht; een opgekomen zwoele wind sloeg pluimen laag, en druppelen van de oude boomen, die glibbe-knoestig druilden met plassen aan hun voet, waarin op rimpels blaârtjes dreven van wilde twijgen afgewaaid.
Somber voelden zich de mannen, alsof het weder was een teeken, dat de nauw begonnen verre tocht hun rampen slechts zou brengen. Vooraan de ridder onbewogen met binnen-gloed van trotsche zaligheid. Hij voelde wind noch regen; voor zijne oogen vreemde landen, waar dat hij vroom door moed zou zijn. Een leven vol geluk in krijg, dat tot geluk zou voeren. Hij zag niet om meer naar het slot, waar dat zoovele jaren hij zondig had geleefd. Dit was hem reeds vergeven, en ook hij wist door groot geloof, dat wat hij ook nog mocht misdrijven in woestheid door den krijg, geen zonde van hem wezen zou..."

### Kritiek
Albert Verwey besprak het boek zeer uitvoerig en prijzend en gaf zijn stuk deze slotalinea mee: "De Heilige Tocht is een arbeid van jaren, die wij zorgvuldig hebben te bestuderen, en waarvan wij het aandenken zullen hebben te bewaren onder de schatten van onze poëzie en ons proza. Er is geen twijfel aan of ook deze schepping van het tijdperk waartoe wij behoren, zal, neven andere, vereerd blijven en haar werking doen". Carel Scharten daarentegen was in De Gids (Eene kostbare antiquiteit, 1912) minder lovend: "Men kent de woordkunst van Ary (sic!) Prins (..). Deze kunst-van-woorden bij uitnemendheid, onderscheidt zich van alle andere in onze taal geschreven letterkundige kunst, doordien zij in een idioom geschreven is, dat slechts in een verwijderd verband staat met hetgeen men Hollandsch pleegt te noemen. Het Vlaamsch, en zelfs het Afrikaansch staan daar onvergelijkbaar dichter bij. (...) Wie, zonder het werk te kennen, deze omschrijving ervan leest, moet welhaast denken aan een grap ... tenzij hij zich afvraagt, of men een kriticus ernstig nemen moet, die zelf dit knoeierig kunst-brouwsel van eene lévende taal, ernstig te nemen schijnt."
Of het aan de laatste kritiek gelegen heeft, is niet bekend, maar een gegeven is, dat Prins na de voltooiing van De Heilige Tocht nauwelijks nieuw werk publiceerde. Het bleef bij het fragment De Ondergang (opgenomen in de 2e druk van Een Koning) en bij de voltooiing van het in 1905 begonnen verhaal De Bode (in De Nieuwe Gids, 1919). Prins stierf, 62 jaar oud, in 1922.